# Jim Cummings

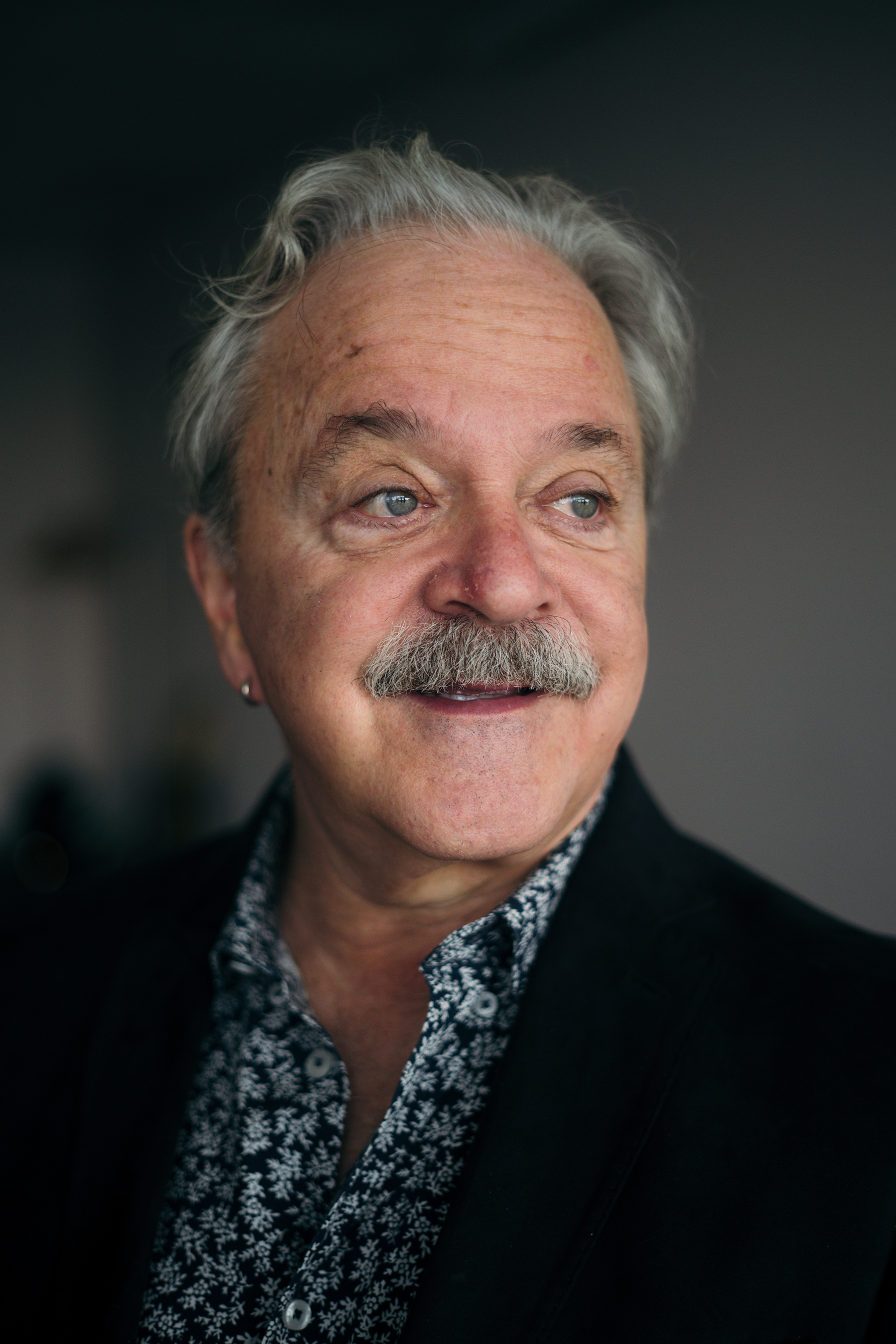
Jim Cummings in 2018.

James Jonah Cummings (Youngstown, 3 november 1952), beter bekend onder de naam Jim Cummings, is een Amerikaanse stemacteur. Hij is vooral bekend van zijn werk voor Disney en, recenter, ook van de stem van aankondigingen op Tomorrowland.

## Carrière
Belangrijke personages van Cummings zijn Winnie de Poeh, Teigetje, Smokey the Bear, Cat, Dr. Eggman, Tasmanian Devil, Ed, Tantor, Kaa, Darkwing Duck en Boris Boef. Daarnaast zat hij in films als Aladdin, The Lion King, A Goofy Movie, Pocahontas, The Hunchback of Notre Dame, Hercules, Anastasia, Tarzan, Chicken Run, The Princess and the Frog, Winnie the Pooh en Christopher Robin.

## Winnie the Pooh
Cummings nam de rol van Winnie de Poeh over van Sterling Holloway. Ook was hij de zangstem van Teigetje. De normale stem van Teigetje kwam echter nog steeds van buikspreker Paul Winchell. Hieraan kwam een eind in 2000. Dat jaar verscheen The Tigger Movie. Winchell zou hier oorspronkelijk het personage weer inspreken, maar bij de opnames bleek zijn stem hier niet meer geschikt voor te zijn. Daarom nam Cummings nu de volledige rol op zich.

## Filmografie
Een selectie van de stemmenrollen van Jim Cummings: